# 福島医療生活協同組合 (福島県)
福島医療生活協同組合（ふくしまいりょうせいかつきょうどうくみあい）は、福島県福島市渡利字番匠町に本部を置く医療生協である。

## 概要・沿革
1960年代、福島市内は夜間無医地区状態で、たらい廻しの果て死亡が頻発。休日、夜間の救急医療は切実な願いであった。 当時全国の多くの県では、このような状況に「いつでもどこでもだれにでも無差別・平等の医療」を求める医療生活協同組合、民主医療機関連合会(民医連)の運動が進んでいた。 福島市豊田町に診療所を開設し、1969年、福島市での医療生協、民医連の院所が誕生した。
2020年6月現在、1病院、2医科診療所、6介護事業所、1サ高住を擁する。全日本民主医療機関連合会（民医連）加盟法人。

## 組合員数・出資金
組合員数：28,658人(2019年3月31日現在)
出資金：8億6,225万円(出資金,2019年3月31日現在)

## 医療生協わたり病院
福島医療生活協同組合の拠点病院。
無料低額診療事業を実施している。
詳しくは、「医療生協わたり病院」を参照。

## 医科診療所
- 生協いいの診療所 - 福島市飯野町字後川27-2
  - 標榜診療科：内科 [3]
- ふれあいクリニックさくらみず - 福島市笹谷字塗谷地20-1
  - 標榜診療科：内科 呼吸器科 消化器科 循環器科 小児科　[3]

## 介護事業所
- いいの診療所デイケア (通所リハビリテーション) - 福島県福島市飯野町字後川27-2[4]
- 訪問看護ほほえみステーション - 福島市渡利字中江町40-1[5]
- 訪問看護やまなみステーション - 福島市飯野町字後川27-2
- 訪問看護やまなみステーション サテライトほうらい - 福島市蓬萊町2丁目12-29
- 訪問看護ほほえみステーション サテライトさくらみず - 福島市笹谷字塗谷地20-1
- やまなみ介護支援事業所 - 福島市飯野町字後川27-2
- サービス付き高齢者向け住宅ひだまり - 福島市渡利字中江町40-1[6]